# منتخب سويسرا لكرة قدم الصالات
منتخب سويسرا لكرة قدم الصالات هو ممثل سويسرا الرسمي في المنافسات الدولية في كرة الصالات
.